# Фурисодэ

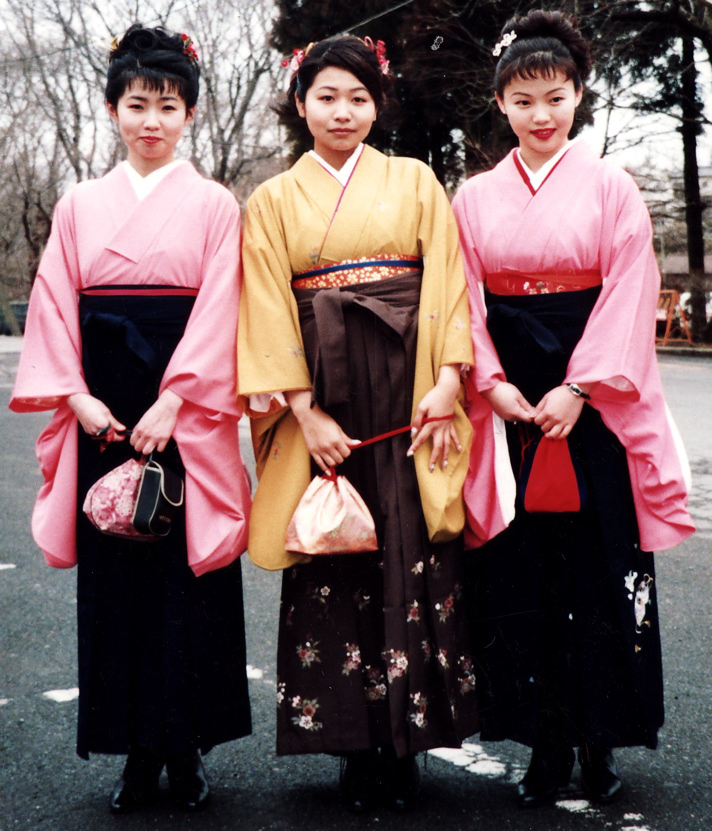
Девушки в фурисодэ. Получение дипломов.

Фурисодэ (яп. 振袖, дословно «развевающиеся рукава») — традиционный японский наряд незамужних девушек и невест, кимоно с длинными рукавами. Впервые было введено в обиход Мидзуки Тацуносукэ (1668—1704), актёром-оннагата театра кабуки.
В настоящее время девушки обычно надевают его только на день совершеннолетия, свадьбу или другие праздничные события, в том числе и на получение диплома (в этот день девушки надевают кофурисодэ и хакама). Фурисодэ — часть костюма майко, учениц гейш.
Типы фурисодэ различают по длине рукавов:
- кофурисодэ (яп. 小振袖): 70—80 сантиметров,
- тюфурисодэ (яп. 中振袖): 90—102 сантиметра,
- офурисодэ (яп. 大振袖 или яп. 本振袖): более 114 сантиметров.

## Детали наряда

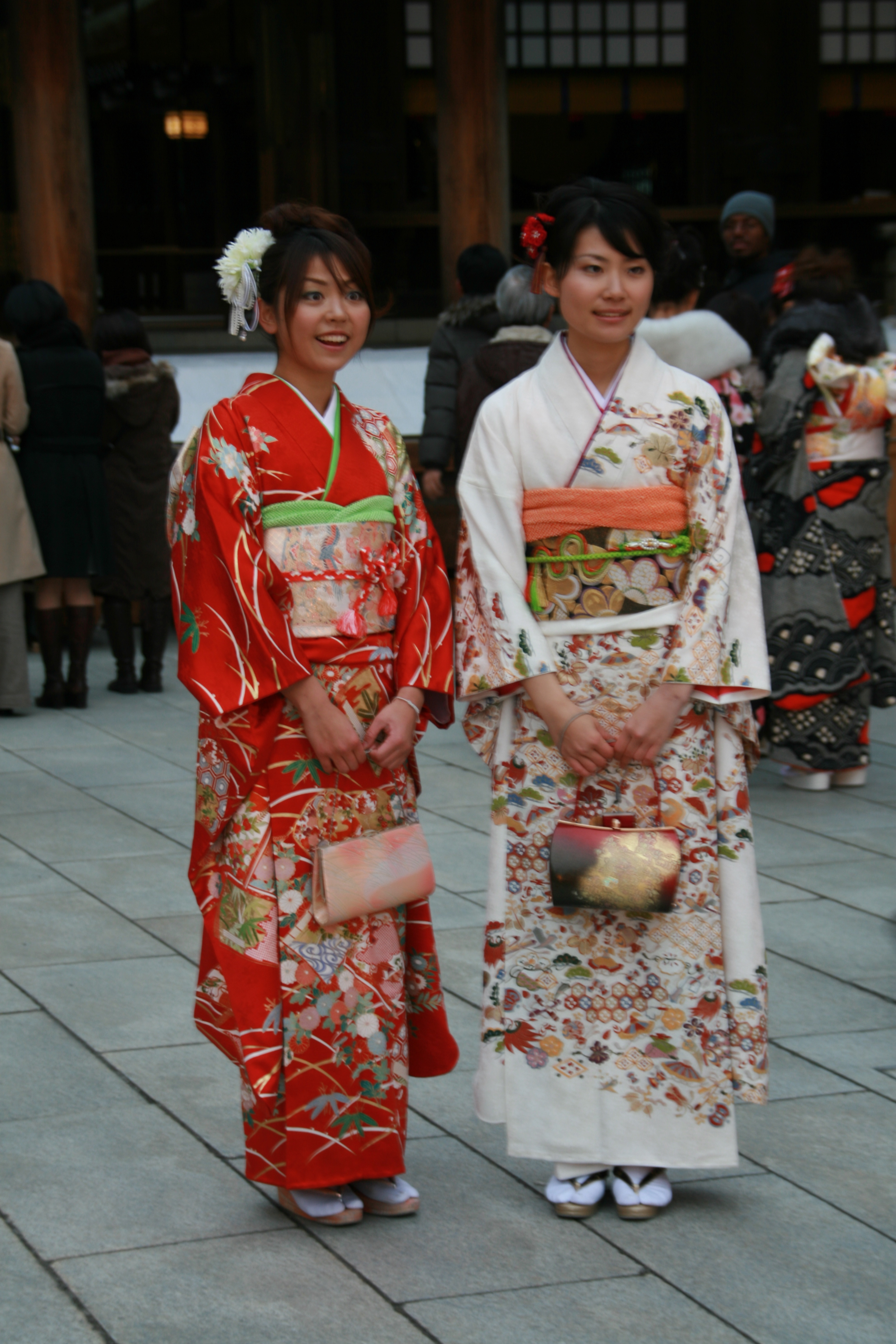
Девушки в фурисодэ на празднике совершеннолетия

Свободная часть рукава фурисодэ обычно на 10—15 сантиметров выше щиколотки. Внутренний край рукава не зашит, поэтому сквозь него можно увидеть яркий контрастный подклад и рукава нижнего кимоно.
Нижнее кимоно совпадает по выкройке с верхним, однако его рукава и подол — части, видимые при ходьбе — делают из тонкого цветного шёлка. Также к нижнему кимоно прилагается съёмный воротник, который обычно изготавливают из вышитой материи.
Помимо нижнего белья нагадзюбан (яп. 長襦袢) наряд дополняют традиционные элементы, используемые для украшения, имитации дополнительного слоя кимоно или фиксации одежды на теле:
- декоративный вышитый воротник хан-эри яп. 半襟 пришиваемый к нагадзюбану. Благодаря хан-эри фиксируется жесткая вставка в воротник "эрисин"
- воротник датэ-эри (яп. 伊達衿) также называется касанэ-эри (яп. 重ね衿)
- пояс оби (яп. 帯),
- небольшие пояски косихимо (яп. 腰紐),
- шнур обидзимэ (яп. 帯締め),
- махровый пояс обиагэ (яп. 帯揚げ),
- пояс датэдзимэ (яп. 伊達締め),
- подушечка для банта обимакура (яп. 帯枕),
- плоские плотные подкладки под оби — оби-ита (яп. 帯板),
- украшения — шпильки и гребни для волос кандзаси (яп. 簪), броши обидомэ (яп. 帯留め),
- носки таби (яп. 足袋),
- сандалии дзори (яп. 草履) и сумочка в тон кимоно.

Для придания ансамблю нужной формы и выравнивания всех выпуклостей используются небольшие полотенца.

## Пожар фурисодэ
Второго марта 1657 года Эдо охватил крупный пожар, унёсший более 100 тысяч жизней и погубивший около двух третей города. По легенде, пожар возник в одном из храмов Хонго, когда священник пытался предать огню несчастливое фурисодэ, все хозяйки которого преждевременно умирали. По этой причине пожар также поэтически называют «пожаром фурисодэ» (яп. 振袖火事). Эта история положена в основу книги «The Fire Kimono» Лоры Джо Роулэнд.

## Изображения

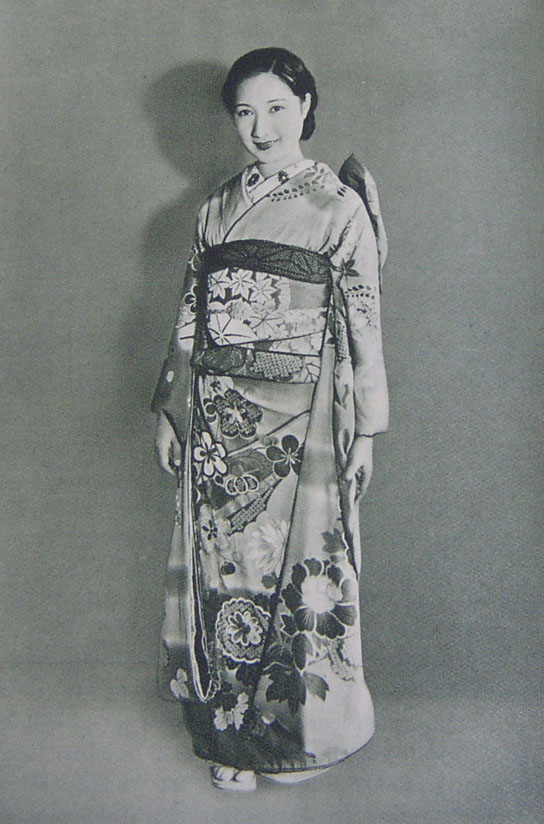
1936 год, фотография из книги «Кимоно» Кавакацу Кэнити
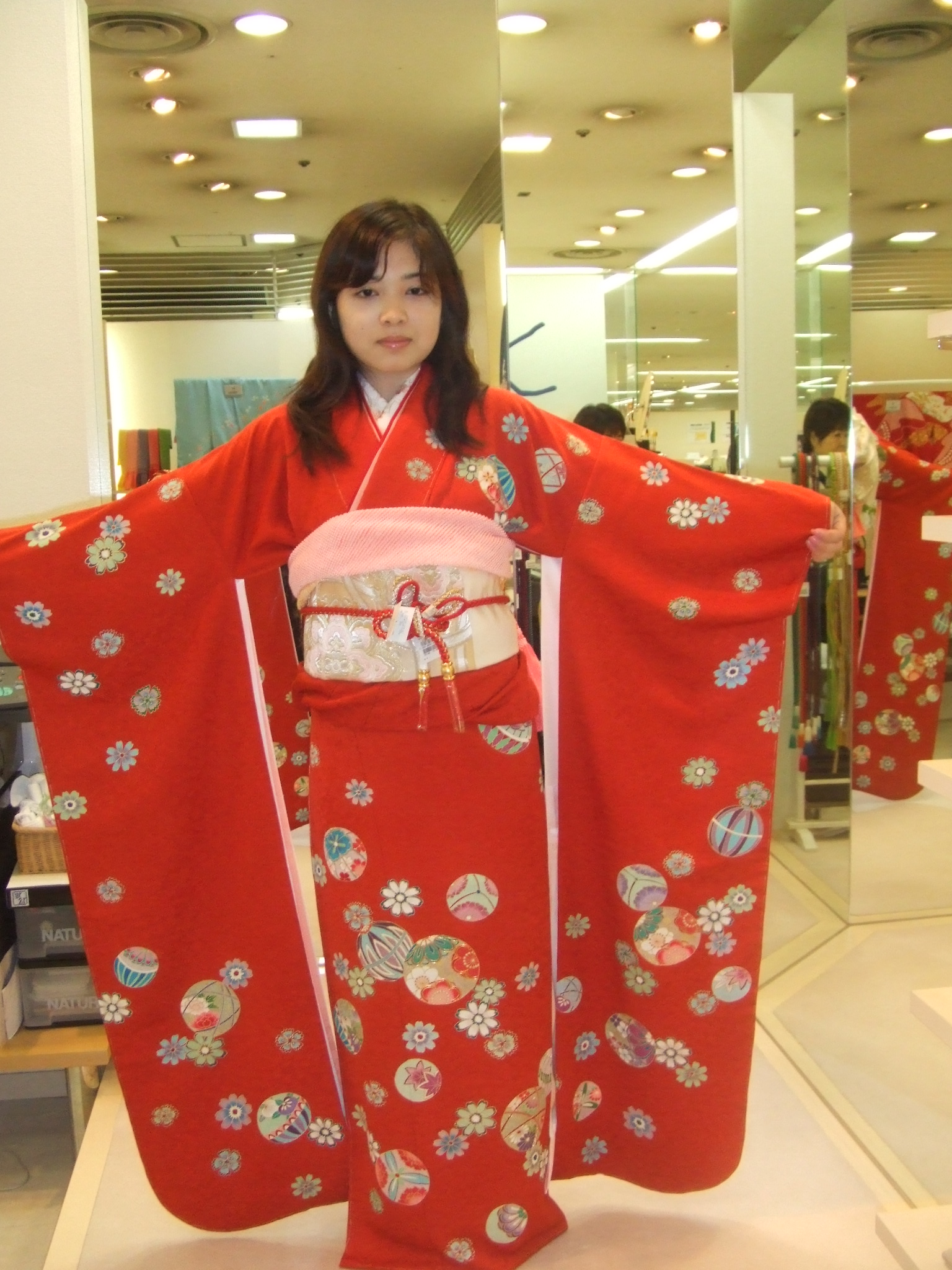
Офурисодэ
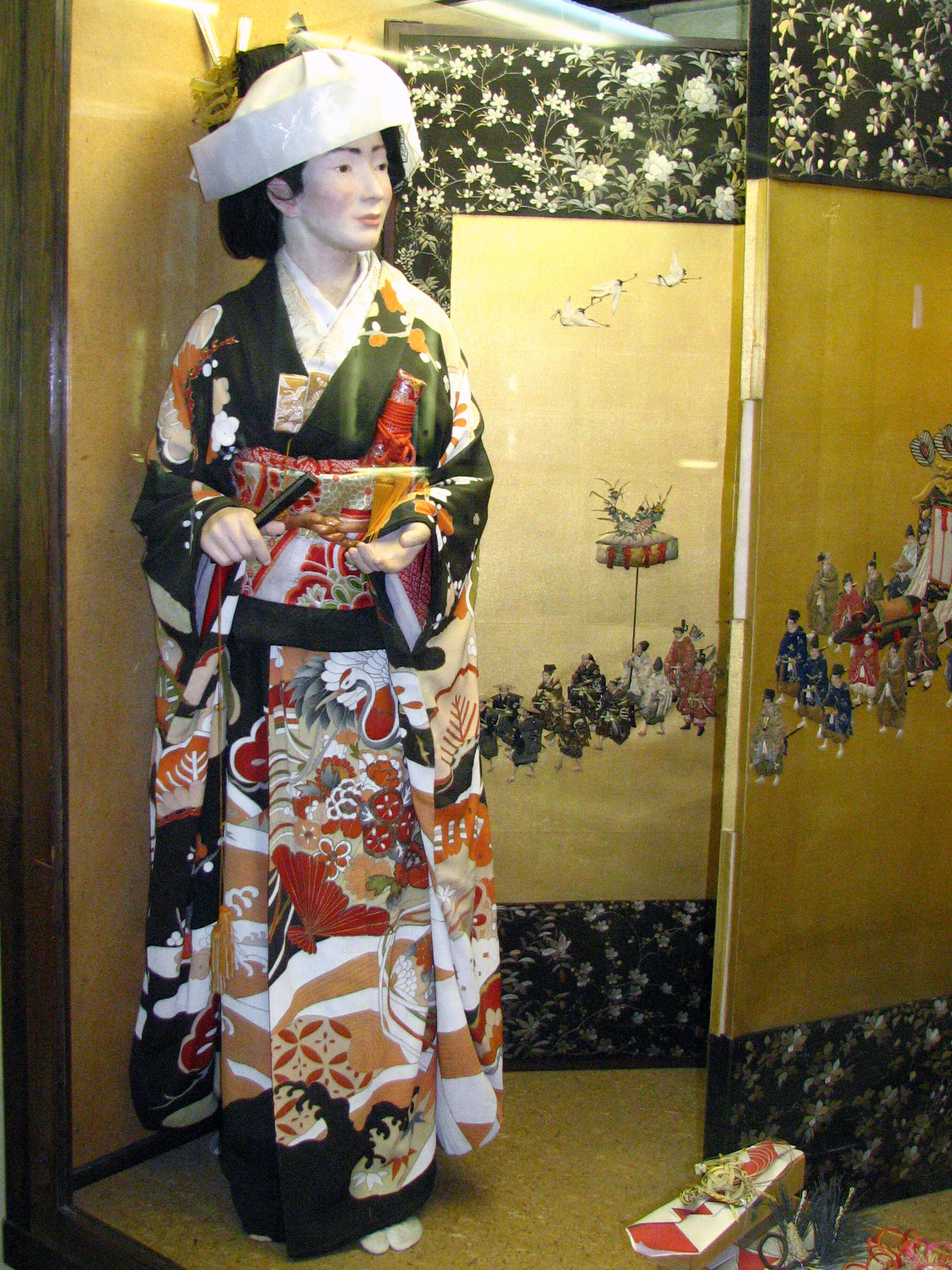
Фурисодэ, выставленное в Кунсткамере.
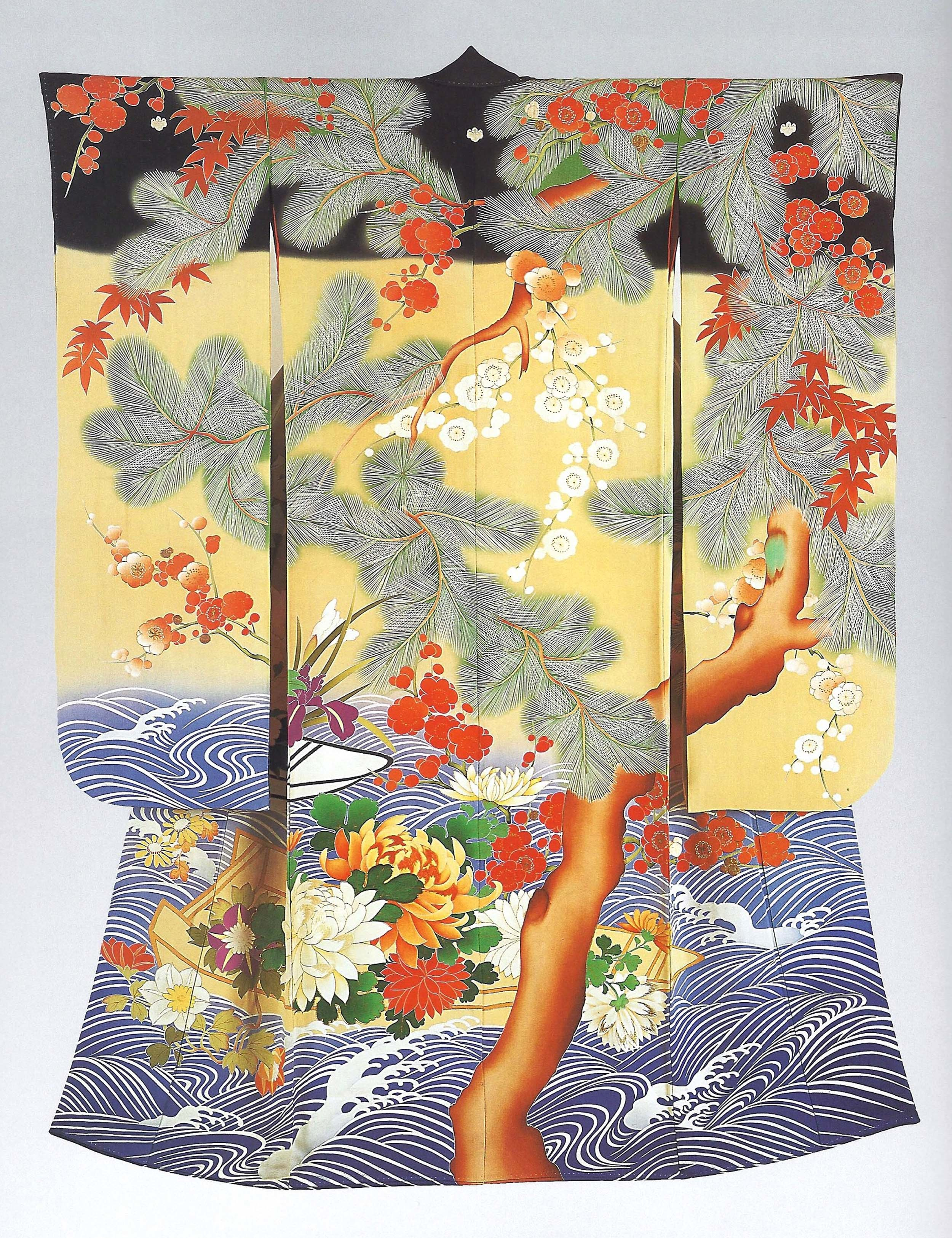
фурисодэ